# 建國路 (鳳山區)
建國路（Jianguo Rd.）是高雄市鳳山區的東西向重要幹道，本道路屬台1線，由東至西分共成三段。東起於埤北路口接大寮區的大漢路，西至澄清路口續接九如一路，可連結國道一號九如路交流道。本道路由高雄市區的九如一路及澄清路交叉口連接至大寮區的大漢路，其後可藉鳳屏路經高屏大橋至屏東縣屏東市或藉民族路轉成功路到達後庄車站，因此本路段亦為高雄市、屏東縣之間往來的重要道路。

## 行經行政區域
- 鳳山區
- 三民區

## 分段
建國路共分成三段，屬台1線：
- 一段：東起於埤北路口接大寮區大漢路，西於經武路口接二段。
- 二段：東於經武路口接一段，西於文衡路口接三段。
- 三段：東於文衡路口接二段，西止於澄清路口接三民區九如一路。

## 沿線設施
（由東至西）
- 一段
  - 工協新村
  - 7-Eleven工協門市
  - 海風社區
  - 大智陸橋
  - 北門公園
  - 鳳山溪
  - TOYOTA鳳山服務廠
  - 永和四海豆漿
  - 經武路
- 二段
  - 經武路
  - 全美餐廳
  - 7-Eleven建武門市
  - 松鶴日本料理
  - 7-Eleven建元門市
  - 鳳松路
  - 全國電子鳳松門市
  - 建國新城
  - 燦坤3C鳳山二店
- 三段
  - 鳳山商工
  - 麥當勞鳳山建國店
  - 台灣中小企業銀行北鳳山分行
  - 億進寢具生活館鳳山店
  - 新光銀行鳳山分行
  - 青年路二段
  - 7-Eleven青建門市
  - 保羅大飯店
  - LEXUS建國服務廠
  - 寶業滯洪公園
  - 澄清路

## 公車資訊
- 高雄客運
  - 5 鳳山－關帝廟
  - 8021 鳳山－彌陀
- 南台灣客運
  - 紅33 明誠幹線 中華藝校 - 捷運凹子底站－鳳山商工
- 東南客運
  - 橘7A 被服廠（捷運鳳山西站）－舊鐵橋濕地－大樹區公所
- 中華大車隊
  - 橘10 建軍站（捷運衛武營站）－鳳山轉運站（捷運大東站）

## 公共自行車
- 高雄市公共自行車租賃系統：
  - 勝利建國路一段口：勝利路/建國路一段(東南側)
  - 建國文英路口：建國路二段/文英路口(西北側)
  - 鳳山商工(文衡路)：建國路三段/文衡路口西南側
  - 建國三文昌街口：建國路三段/文昌街(西南側)
  - 建國青年路口：建國路三段/青年路二段口(南側)
  - 建國文建街口：建國路三段409號(前)